# カーテン魂
カーテン魂（カーテンだましい）とは株式会社Key-th（キース）が手がけるカーテンのブランド名である。「痛カーテン」と呼ばれるアニメなどのキャラクターを印刷したカーテンの制作販売していることで知られている。
裁断した生地に印刷や裁縫を1枚ずつ行う「ワンパネカーテン」という他社が行っていない形式で制作販売を行っている。生産は全て国内で行っており、よい発色を出しつつ色落ちを防止するために専門会社との協力で1年間技術開発に費やしたという。当初はデザイナーが手がけたオーダーメイドによるオリジナルのカーテンとして販売していた。
2010年5月に初めてのキャラクター印刷カーテンとして日本ファルコム社の〈イースシリーズ〉と『英雄伝説VI 空の軌跡』の2タイトル合計6つのデザインを1カ月限定で販売。キャラクターを印刷したカーテンは前述のとおり製造を1組ごと行わなければならず、これにより製造コストや技術的なハードルが出てくるためゲーム業界では前例の無いグッズとなった。その後使用キャラクターを拡大しコミックマーケットと言ったイベントなどで販売するようになったところオタク文化として受け入れられるになった。

## イベント出展
・コミックマーケット79
・コミックマーケット80
・第八回 博麗神社例大祭
・第九回 博麗神社例大祭
・秋葉原電気外祭りin新宿　2012SUMMER
・コミックマーケット83
・アニメコンテンツエキスポ2013
・第十回 博麗神社例大祭
・コミックマーケット85
・AnimeJapan2014
・第十一回 博麗神社例大祭
・博麗神社秋季例大祭（平成二十六年）
・コミックマーケット87
・AnimeJapan2015
・ニコニコ超会議2015
・第十二回 博麗神社例大祭
・アニメイト ガールズフェスティバル2015
・コミックマーケット89
・AnimeJapan2016
・ニコニコ超会議2016
・第十三回 博麗神社例大祭
・大洗ガルパンホビーショー2016
・ワンダーフェスティバル2016 SUMMER
・コミックマーケット90　
・ガルパンホビーショー(あんこう祭)　2016
・コミックマーケット91
・WonderFestival2017[Winter]
・大洗春祭り 海楽フェスタ (ガルパンミニミニホビーショー)2017
・AnimeJapan 2017
・大洗ガルパンギャラリー復活ありがとう記念
・コミックマーケット92
・大洗あんこう祭 ガルパンミニミニホビーショー2017
・コミックマーケット93
・大洗春祭り 海楽フェスタ (ガルパンミニミニホビーショー)2018
・AnimeJapan 2018
・コミックマーケット94
・大洗八朔祭2018
・第22回 大洗あんこう祭 ガルパンミニミニホビーショー2018
・コミックマーケット95
・大洗春祭り 海楽フェスタ (ガルパンミニミニホビーショー)2018
・AnimeJapan 2019
・コミックマーケット96
・第23回 大洗あんこう祭 ガルパンミニミニホビーショー
・コミックマーケット97
・コミックマーケット98(中止)

## イベント開催

### 2020年10月
- [シノビマスター 閃乱カグラ NEW LINK] POP UP SHOP
- [POP UP SHOP] おめがシスターズ
- [まいてつ Last Run!!] POP UP SHOP

### 2021年3月
- おめがシスターズ 3rd anniversary